# Phenax asper
Phenax asper är en nässelväxtart som beskrevs av Hugh Algernon Weddell. Phenax asper ingår i släktet Phenax och familjen nässelväxter. Inga underarter finns listade i Catalogue of Life.